# Ulmus glabra
Ulmus glabra é uma espécie de planta com flor pertencente à família Ulmaceae. A autoridade científica da espécie é Huds., tendo sido publicada em Flora Anglica 95. 1762. É conhecido popularmente como olmo, ulmo e olmeiro. É própria da Europa e ausente dos trópicos. Possui folhas simples e dísticas, exíguas flores, monoclamídeas, fruto drupáceo e madeira com importância local.

## Portugal
Trata-se de uma espécie presente no território português, nomeadamente em Portugal Continental. Em termos de naturalidade, é introduzida na região atrás indicada.

## Protecção
Não se encontra protegida por legislação portuguesa ou da União Europeia.

## Etimologia
"Olmo" e "ulmu" procedem do latim ulmu. "Ulmus glabra" é um termo latino que significa "olmo suave, liso".